# Quatrième gouvernement de Nouvelle-Calédonie
Nouvelle-Calédonie
Gouvernement Frogier II Gouvernement Thémereau II
Le quatrième gouvernement de la Nouvelle-Calédonie formé depuis l'Accord de Nouméa, dit aussi premier gouvernement Thémereau, a été élu le 10 juin 2004 par le Congrès issu du scrutin provincial du 9 mai 2004 et a démissionné au bout de quelques heures en raison de la démission en bloc de ses membres Rassemblement-UMP. De ce fait, les secteurs de compétence n'ont pas pu être attribués. Il était composé de 11 membres.

## Gouvernement précédent
Deuxième gouvernement Frogier.

## Gouvernement suivant
Deuxième gouvernement Thémereau.

## Candidatures et élection[1]

### Listes
Les candidats indiqués en gras sont ceux membres du Congrès, élus en 2004.

### Résultats
|              | Liste                    | Votes | %     | Sièges au Gouvernement | Détail du vote                                          |
| ------------ | ------------------------ | ----- | ----- | ---------------------- | ------------------------------------------------------- |
|              | L'Avenir ensemble        | 21    | 39,62 | 5                      | 16 AE, 4 FN, 1 LKS (Nidoïsh Naisseline)                 |
|              | Rassemblement-UMP - FCCI | 16    | 30,19 | 3                      | 15 Rassemblement-UMP (sur 16), 1 FCCI (Cono Hamu)       |
|              | UNI-FLNKS                | 9     | 16,98 | 2                      | 9 du groupe UNI-FLNKS (7 Palika, 1 RDO, 1 UC Renouveau) |
|              | Union calédonienne       | 7     | 13,21 | 1                      | 7 du groupe UC                                          |
| Total        | Total                    | 53    | 100   | 11                     | -                                                       |
| Bulletin nul | Bulletin nul             | 1     | 1,85  | -                      | Erreur de l'élue Rassemblement-UMP Suzie Vigouroux      |

## Présidence et Vice-présidence
- Présidente : Marie-Noëlle Thémereau
- Vice-présidente : Déwé Gorodey

## Composition

### Membres deL'Avenir ensemble
- Marie-Noëlle Thémereau : présidente du Gouvernement.
- Didier Leroux : membre du Gouvernement.
- Éric Babin : membre du Gouvernement.
- Alain Song : membre du Gouvernement.
- Bernard Nénou : membre du Gouvernement.

### Membres duRassemblement-UMP
- Pierre Frogier : membre du Gouvernement.
- Marianne Devaux : membre du Gouvernement.
- Jean-Claude Briault : membre du Gouvernement.

### Membres duFLNKS-UNI-Palika
- Déwé Gorodey : vice-présidente du Gouvernement.
- Charles Washetine : membre du Gouvernement.

### Membre de l'UC
- Gérald Cortot : membre du Gouvernement.